# Ниси (Иматија)
Ниси (грч. Νησί) је насељено место у општини Александрија у периферији Средишња Македонија, Грчка. Према попису из 2021. године било је 1.226 становника.
Ниси је некада било читлучко насеље које је 1913. године имало 396 житеља Грка. После 1923. године насељене су 43 грчке избегличке породице, укупно 175 особа. На попису из 1928. године Ниси је имао 574 становника.